# Symphodus rostratus
Symphodus rostratus е вид лъчеперка от семейство Labridae.

## Разпространение
Видът е разпространен в Албания, Алжир, България, Гибралтар, Гърция (Егейски острови и Крит), Египет (Синайски полуостров), Израел, Испания (Балеарски острови и Северно Африкански територии на Испания), Италия (Сардиния и Сицилия), Кипър, Либия, Ливан, Малта, Мароко, Монако, Румъния, Сирия, Словения, Тунис, Турция, Франция (Корсика), Хърватия и Черна гора.